# 寺沢広高
寺沢 広高（てらざわ ひろたか）は、安土桃山時代から江戸時代前期にかけての武将、大名。肥前国唐津藩初代藩主。官位は従四位下・志摩守。

## 生涯
尾張国の生まれ。豊臣秀吉に仕えて肥前国唐津の6万石を拝領すると、天正17年（1589年）に従五位下志摩守に叙任される。
文禄元年（1592年）からの朝鮮出兵に際して軍功を挙げたことから、慶長3年（1598年）に筑前国怡土郡の2万石を加増されている。
文禄3年（1594年）から翌年10月までの間に受洗してキリシタンになり、その後、再び迫害者に転じている。キリシタンに対して一貫性のない対応をみせており、そこには、キリスト教への強い信仰心は感じられず、政治的な言動に終始している。
秀吉死後は徳川家康に近づき、慶長5年（1600年）の関ヶ原の戦いでは東軍に与した。戦後に関ヶ原の戦功によって天草4万石を加増され、計12万石を治めた。
豊臣政権の公儀権力が徳川に移ってからは「秀吉の取次ぎ」から「家康の取次ぎ」として公的地位を新たにした。九州の諸大名と繋がりがあり、長崎代官として国際外交に携わっていたため、関東での海外貿易を模索していた家康にとって貴重な人材であったとされている。関ヶ原の戦い以降も実権を握った家康と西軍だった島津氏との戦後処理の交渉を仲介するなどしたが、時と共に取次の役割は家康の家臣に委ねられた結果、権力を失った。
唐津城を築城し、天草の飛地を含めると12万3千石を領する大名となり、天草領を治めるために富岡城を築くなどし、城代・代官を派遣して統治した。唐津や天草の土着豪族を弾圧したが、その結果、唐津は安定し繁栄した。他方、当初はキリシタンの弾圧を積極的には行っていなかったが、慶長19年（1614年）の禁教令以後、厳しく棄教を迫るようになり、晩年には拷問の手法を取るようになった。
寛永10年（1633年）4月11日、死去。享年71。墓所は唐津市鏡の鏡神社境内にある。墓所は地元では志摩様（しまさま）として慕われ、毎年春、桜の花見の時期に小宴が催されてきた。

## 逸話

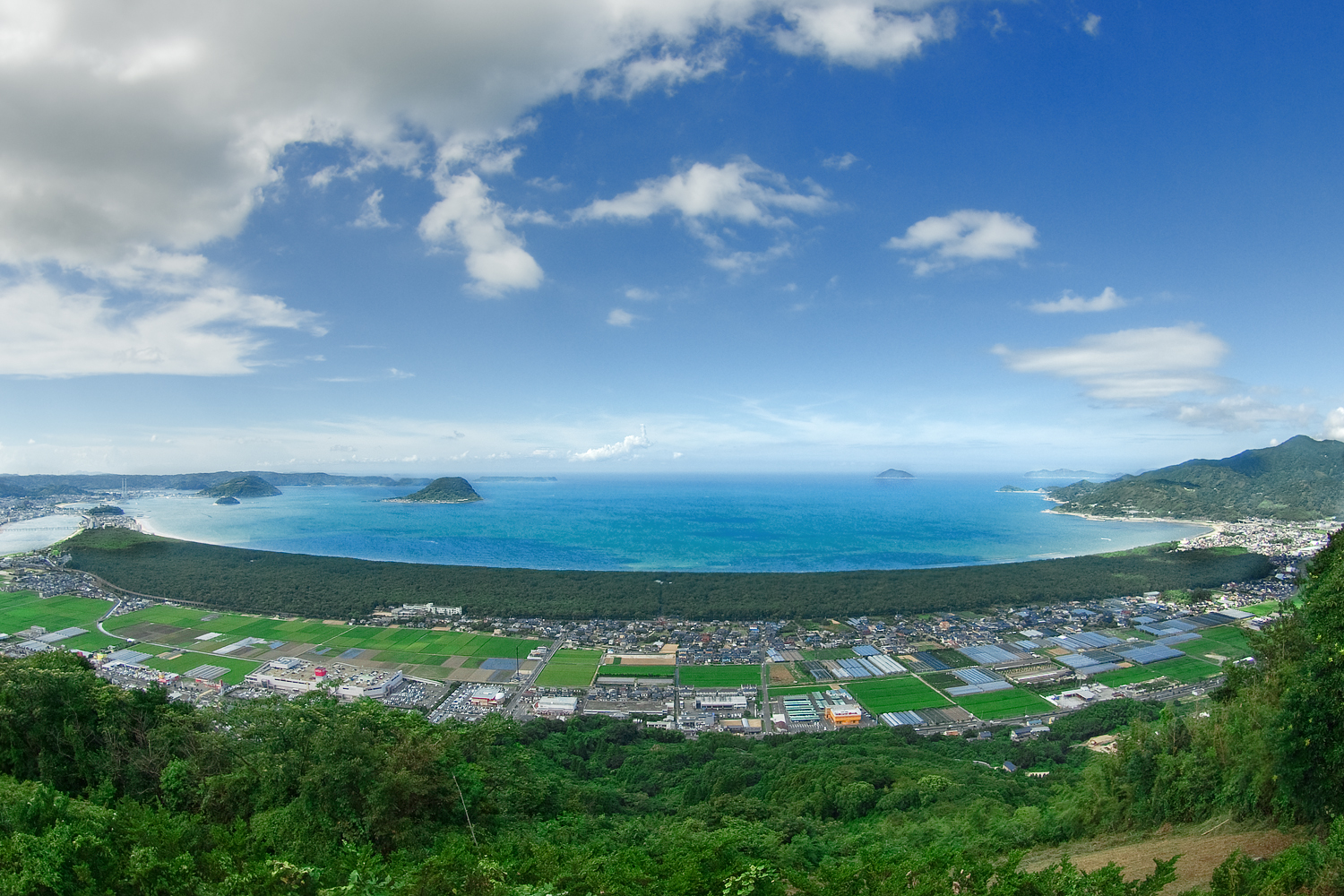
唐津市に広がる防風林・特別名勝の虹の松原は広高の手による。

### 島原の乱
慶長6年(1601年)　、関ヶ原の戦いの戦功報償として肥後天草を加増されたおり、広高は天草の石高を合計約42,000石と算定したが、これは天草の実状を無視しており、実態の倍という過大な値だった。このため以後の徴税が過酷となり、広高の没後、嫡子・寺沢堅高の代に島原の乱（1637年 - 1638年）が勃発する原因の一つとなった。乱の平定後、寺沢家は責任を問われ天草領は没収、失意の堅高は後に自殺し寺沢家は断絶した。しかし根本原因である過大な石高の半減を幕府が認めるには万治2年（1659年）まで掛かった。さらに寛文11年（1671年）、天草はそもそも私領に適さないとして幕府直轄領となった。

## 系譜
- 父：寺沢広政
- 母：不詳
- 正室：妻木貞徳娘
  - 長男：寺沢忠晴（1600-1622）
  - 次男：寺沢堅高（1609-1647）
- 生母不明の子女
  - 女子：戸川正安正室
  - 女子：久昌院 - 榊原忠次継室
  - 女子：水谷勝隆継室